# Vuelta a Castilla y León 2003
La Vuelta a Castilla y León 2003, diciottesima edizione della corsa, si svolse dal 20 al 24 maggio su un percorso di 708 km ripartiti in 5 tappe, con partenza a San Andrés del Rabanedo e arrivo ad Avila. Fu vinta dallo spagnolo Francisco Mancebo della iBanesto.com davanti al russo Denis Menchov e allo svizzero Alex Zülle.

## Tappe
| Tappa  | Data      | Percorso                                          | km    | Vincitore di tappa             | Leader cl. generale      |
| ------ | --------- | ------------------------------------------------- | ----- | ------------------------------ | ------------------------ |
| 1ª     | 20 maggio | San Andrés del Rabanedo > Valladolid              | 165,6 | Thor Hushovd                   | Thor Hushovd             |
| 2ª     | 21 maggio | Venta de Baños > Venta de Baños (cron. a squadre) | 22,5  | iBanesto.com                   | Javier Pascual Rodríguez |
| 3ª     | 22 maggio | Lerma > Almazán                                   | 164,3 | Miguel Ángel Martín Perdiguero | Javier Pascual Rodríguez |
| 4ª     | 23 maggio | El Burgo de Osma > La Granja de San Ildefonso     | 173,4 | Félix Cárdenas                 | Francisco Mancebo        |
| 5ª     | 24 maggio | Avila > Avila                                     | 182   | Laurent Brochard               | Francisco Mancebo        |
| Totale | Totale    | Totale                                            | 708   |                                |                          |

## Dettagli delle tappe

### 1ª tappa
- 20 maggio: San Andrés del Rabanedo > Valladolid – 165,6 km

| Pos. | Corridore             | Squadra         | Tempo    |
| ---- | --------------------- | --------------- | -------- |
| 1    | Thor Hushovd          | Crédit Agricole | 3h46'57" |
| 2    | Carlos Torrent Tarres | Paternina       | s.t.     |
| 3    | Andrej Hauptman       | Vini Caldirola  | s.t.     |

| Pos. | Corridore    | Squadra         | Tempo    |
| ---- | ------------ | --------------- | -------- |
| 1    | Thor Hushovd | Crédit Agricole | 3h46'57" |

### 2ª tappa
- 21 maggio: Venta de Baños > Venta de Baños (cron. a squadre) – 22,5 km

| Pos. | Squadra                | Tempo  |
| ---- | ---------------------- | ------ |
| 1    | iBanesto.com           | 24'57" |
| 2    | Phonak Hearing Systems | a 27"  |
| 3    | Euskaltel-Euskadi      | a 34"  |

| Pos. | Corridore                | Squadra      | Tempo |
| ---- | ------------------------ | ------------ | ----- |
| 1    | Javier Pascual Rodríguez | iBanesto.com |       |

### 3ª tappa
- 22 maggio: Lerma > Almazán – 164,3 km

| Pos. | Corridore                   | Squadra         | Tempo    |
| ---- | --------------------------- | --------------- | -------- |
| 1    | Miguel Á. Martín Perdiguero | Domina V.       | 3h38'09" |
| 2    | Thor Hushovd                | Crédit Agricole | s.t.     |
| 3    | Andrej Hauptman             | Vini Caldirola  | s.t.     |

| Pos. | Corridore                | Squadra      | Tempo    |
| ---- | ------------------------ | ------------ | -------- |
| 1    | Javier Pascual Rodríguez | iBanesto.com | 7h50'03" |

### 4ª tappa
- 23 maggio: El Burgo de Osma > La Granja de San Ildefonso – 173,4 km

| Pos. | Corridore              | Squadra       | Tempo    |
| ---- | ---------------------- | ------------- | -------- |
| 1    | Félix Cárdenas         | Labarca       | 4h34'50" |
| 2    | Nacor Burgos           | Colchon Relax | a 23"    |
| 3    | Javier de Jesús Zapata | 05 Orbitel    | s.t.     |

| Pos. | Corridore         | Squadra      | Tempo     |
| ---- | ----------------- | ------------ | --------- |
| 1    | Francisco Mancebo | iBanesto.com | 12h25'16" |

### 5ª tappa
- 24 maggio: Avila > Avila – 182 km

| Pos. | Corridore        | Squadra        | Tempo    |
| ---- | ---------------- | -------------- | -------- |
| 1    | Laurent Brochard | AG2R           | 4h56'58" |
| 2    | Félix Cárdenas   | Labarca        | s.t.     |
| 3    | Didier Rous      | Brioches La B. | a 3"     |

| Pos. | Corridore         | Squadra      | Tempo     |
| ---- | ----------------- | ------------ | --------- |
| 1    | Francisco Mancebo | iBanesto.com | 17h22'17" |
| 2    | Denis Menchov     | iBanesto.com | s.t.      |
| 3    | Alex Zülle        | Phonak       | a 27"     |

## Classifiche finali

### Classifica generale
| Pos. | Corridore            | Squadra                    | Tempo     |
| ---- | -------------------- | -------------------------- | --------- |
| 1    | Francisco Mancebo    | iBanesto.com               | 17h22'17" |
| 2    | Denis Menchov        | iBanesto.com               | s.t.      |
| 3    | Alex Zülle           | Phonak Hearing Systems     | a 27"     |
| 4    | Alberto Contador     | ONCE-Eroski                | a 42"     |
| 5    | David Arroyo         | ONCE-Eroski                | s.t.      |
| 6    | José Antonio Garrido | Paternina-Costa de Almeria | a 52"     |
| 7    | Didier Rous          | Brioches La Boulangère     | a 56"     |
| 8    | Íñigo Chaurreau      | Ag2r Prévoyance            | a 1'04"   |
| 9    | Nacor Burgos         | Colchon Relax-Fuenlabrada  | a 1'07"   |
| 10   | Cédric Fragniere     | Crédit Agricole            | a 1'09"   |